# Quercus jinpinensis
Quercus jinpinensis — вид рослин з родини букових (Fagaceae), зростає у Китаї.

## Опис
Дерево. У молодому віці гілочки голі або запушені. Листки довгасто-еліптичні, 7–11 × 3–4.5 см; верхівка загострена; основа вузько закруглена; край на верхівкових 1/3 злегка пилчастий; низ слабо волохатий (по суті вздовж жилок; ніжка гола, 10–15 мм. Жолуді формою що нагадує яйце, завдовжки 18 мм, у діаметрі 15 мм; чашечка завдовжки 15 мм, у діаметрі 18 мм з 9–11 концентричними кільцями, вкриває 1/2 горіха.

## Середовище проживання
Зростає у Китаї — пд.-сх. Юньнань. Росте в гірських тропічних лісах.

## Загрози
Вид може бути вразливим до місцевого збору дров.